# 射水市立新湊南部中学校
射水市立新湊南部中学校（いみずしりつ しんみなとなんぶちゅうがっこう）は、富山県射水市にある市立中学校。

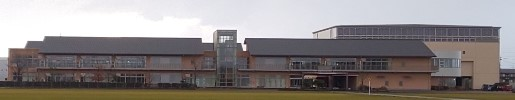
校舎外観

## 沿革
- 1964年12月 - 校舎の新築工事に着手[2]。
- 1968年3月 - 大門中学校組合解消に伴い、同校に通学していた塚原地区の生徒を新湊南部中学校に移籍する[2]。
- 2009年3月 - 鉄筋コンクリート造2階建て、延床面積8,003m2、三四五建築研究所設計の現校舎が竣工[3]。

## 通学区域
作道、殿村、今井、高木、布目、鏡宮、鏡宮弥生一丁目、鏡宮弥生二丁目、久々湊、奈呉の江、野村、津幡江、沖、神楽町、宮袋、松木、川口、朴木、坂東、寺塚原、沖塚原

(射水市立作道小学校、射水市立塚原小学校)

## 交通アクセス
- 射水市コミュニティバス　七美・作道経由庄西線　「新湊南部中学校前」バス停